# Dammyrtjärnen (Överluleå socken, Norrbotten)
Dammyrtjärnen är en sjö i Bodens kommun i Norrbotten och ingår i Piteälvens huvudavrinningsområde.